# Psammitis potamon
Psammitis potamon is een spinnensoort uit de familie van de krabspinnen (Thomisidae).
De wetenschappelijke naam van de soort werd in 1978 als Xysticus potamon gepubliceerd door Hirotsugu Ono.